# Крауз, Лоусон
Лоусон Крауз (англ. Lawson Crouse; род. 23 июня 1997, Маунт-Бриджес, Онтарио) — канадский хоккеист, левый нападающий клуба НХЛ «Юта Маммот». На драфте НХЛ 2015 года выбран в первом раунде под 11 номером клубом «Флорида Пантерс». Чемпион мира 2015 года среди молодёжных команд в составе сборной Канады. Чемпион мира 2023 года среди взрослых команд.

## Игровая карьера

### Клубная карьера
На юношеском уровне Лоусон Крауз выступал за клуб «Элгин Мидлсекс Чифс» вместе с Трэвисом Конекни, а на молодёжном — в Хоккейной лиге Онтарио за клуб «Кингстон Фронтенакс».
В 2015 году на драфте НХЛ Крауз был выбран в первом раунде под общим 11 номером «Флоридой Пантерс». 15 июля подписал с клубом первый контракт новичка, рассчитанный на три года.
До 2016 года Крауз играл за «Кингстон» в ОХЛ, а после окончания плей-офф был вызван в «Портленд Пайретс», за которых сыграл два матча в регулярного чемпионата АХЛ.
25 августа 2016 года «Флорида» обменяла Крауза и нападающего Дэйва Болланда в «Аризону Койотис» на условное право выбора в третьем раунде драфта 2017 года и условное право выбора во втором раунде драфта 2018 года.
Сезон 2016/17 Крауз начал в составе «Аризоны». Первый матч в НХЛ он сыграл 15 октября против «Филадельфии», а первую шайбу он забросил 1 ноября в ворота Мартина Джонса из «Сан-Хосе Шаркс».
В 2017 году Крауз впервые был отправлен «койотами» в фарм-клуб АХЛ «Тусон Роадраннерс».
2 июня 2019 года форвард подписал новый контракт с «Койотис» на 3 года на сумму 4,6 миллиона долларов.

### В сборной
В составе молодёжной сборной Канады Крауз принимал участие в двух чемпионатах мира. В 2015 году он стал чемпионом мира. В 2016 году канадцы выступили неудачно, проиграв финнам в четвертьфинале и заняв итоговое шестое место. В пяти матчах Марнер набрал 5 (2+3) очков, став третьим среди бомбардиров команды на турнире.
В составе сборной Канады играл на ЧМ-2023, где стал чемпионом мира, заработав 9 очков и стал вторым бомбардиром команды.

## Личная жизнь
Старшая сестра Кайла Крауз играла в хоккей за Университет Куинс в Кингстоне, а отец Майк был его тренером в детские годы.